# Tourisme en Afghanistan

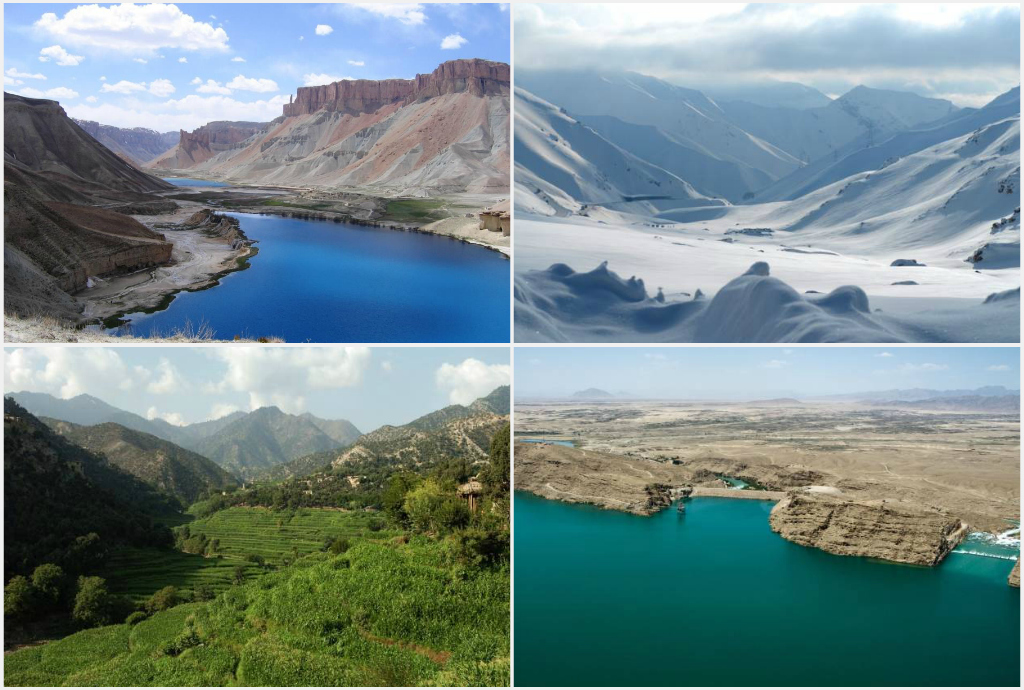
Dans le sens des aiguilles d'une montre: Band-e Amir, Col de Salang, et.

Le tourisme en Afghanistan est limité par le contexte géopolitique du pays.

## Histoire
Dans les années 1960 et 1970, de nombreux Occidentaux visitent l'Afghanistan, suivant la Hippie Trail pour beaucoup d'entre eux, comme les Beatles en 1968. Cette route part d'Europe de l'Ouest et se rend jusqu'au Népal ou jusqu'à Goa. Le lieu est en particulier prisé des amateurs de cannabis. En 1965, l'Afghanistan intègre l'Organisation mondiale du tourisme. En 1970, le tourisme est une partie importante du revenu national et on estime que le pays reçoit environ 190 000 touristes par an.
En 1979, les Talibans empêchent ce tourisme. Le voyage doit être sécurisé et les touristes doivent généralement s'accompagner d'une escorte armée, pour un prix élevé. Les monuments historiques et sites touristiques principaux sont également vandalisés ou rendus inaccessibles par les conflits armés. Le Musée national de l'Afghanistan, à Kaboul, est pillé de 1992 à 1995.
En 2016, l'Afghanistan accueille 20 000 touristes.

## Politique touristique de l'État
Quelques agences de tourisme locales organisent des séjours, mais le tourisme est essentiellement intra-afghan ; les arrivées d'étrangers baissent considérablement après 2008. En 2016, trois agences de voyages britanniques desservent le pays. L'Afghanistan est le dixième pays le moins visité au monde.
| Pays        | 2018              | 2017   | 2016   | 2015   | 2014   |
| ----------- | ----------------- | ------ | ------ | ------ | ------ |
| Ouzbékistan | 38 276            | 32 130 | 18 900 | 15 888 | 17 802 |
| Russie      | 1 450             | 1 463  | 1 357  |        |        |
| Autres      | Données inconnues |        |        |        |        |

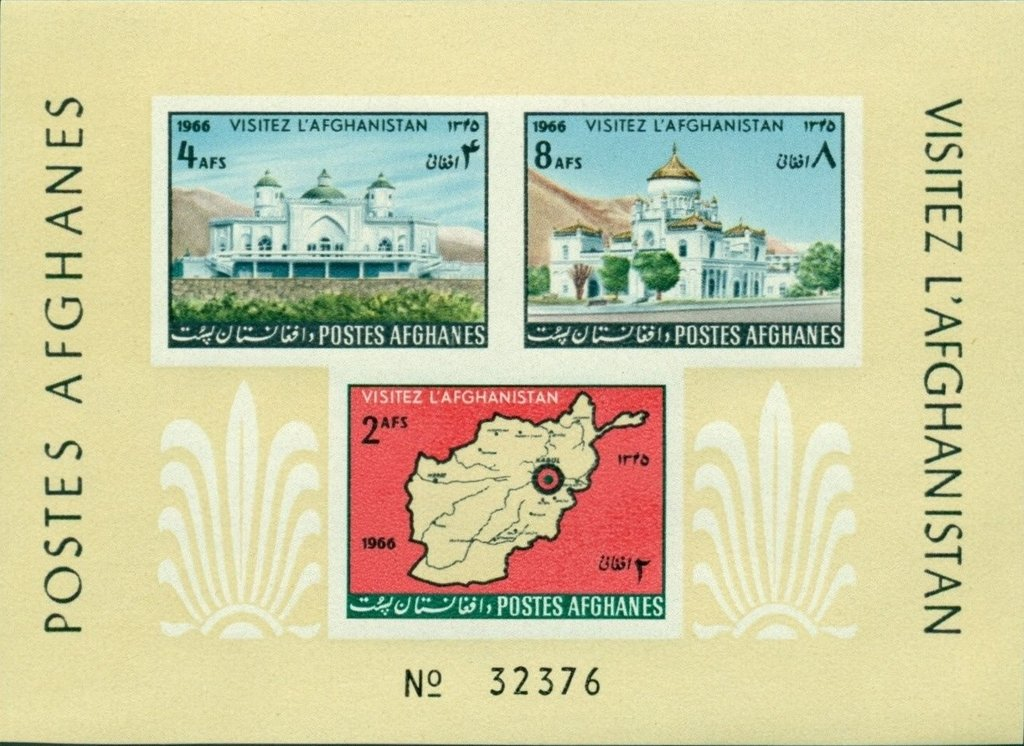
Le palais de Bagh-e Bala et le mausolée d'Abdur Rahman Khan, à Kaboul
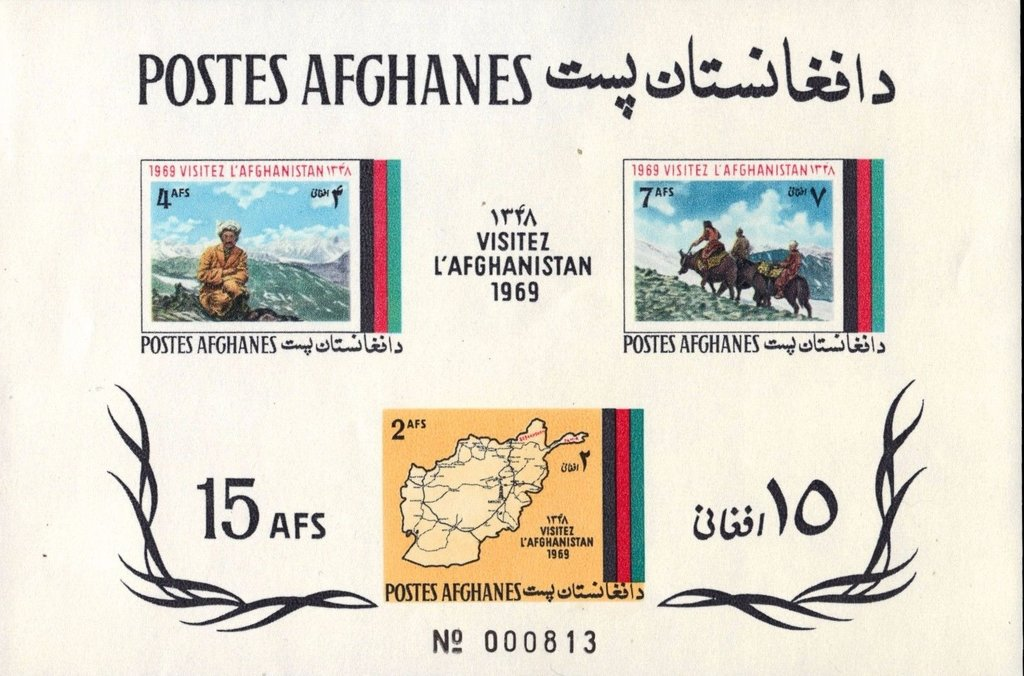
Région du Badakhshan region et montagnes du Pamir
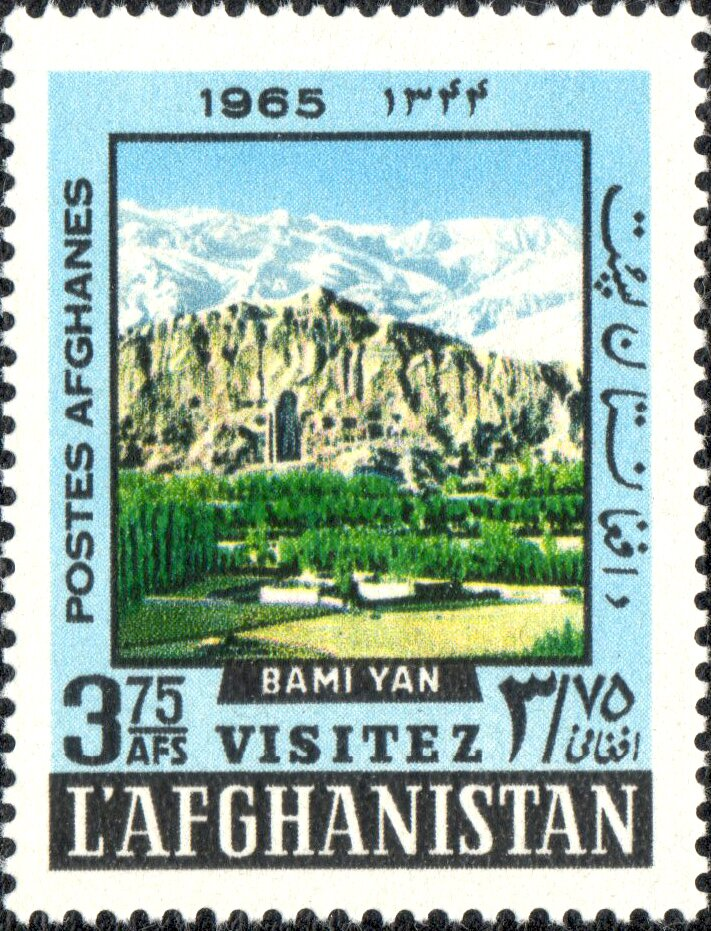
Bouddhas du Bami Yan
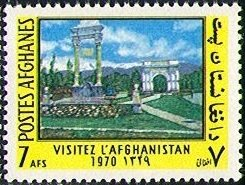
Arc de triomphe de Paghman

## Transports et infrastructures

### Moyens de transport
Les routes sont dangereuses, à l'exception de celle reliant la capitale au Nord du pays. Les talibans attaquent régulièrement les convois et minent les routes, ayant surtout l'objectif de kidnapper des touristes pour exiger une rançon,.
Sur les longs trajets, il est conseillé de privilégier l'aviation. Le pays compte quatre aéroports internationaux à Mazâr-e Charîf, Kaboul, Kandahar et Hérat.

### Parc hôtelier
Environ 2 000 Afghans proposent un logement sur le site Couchsurfing en 2019. Les diplomates à Kaboul affirment cependant qu'il s'agit d'un choix très risqué. On comptait environ 80 logements chez l'habitant conventionnés par le gouvernement dans le pays en 2010.

## Dangers
En 2012, le couple nord-américain Caitlan Coleman et Joshua Boyle est enlevé. Ils ne sont secourus qu'en 2017 ; Coleman a donné naissance à trois enfants lors de sa captivité.
En 2016, des touristes sont blessés par un tir de roquettes.

## Principaux points d'intérêt

### Parcs nationaux
- Band-e Amir

### Itinéraires
- Route des épices
- Route de la soie
- Hippie trail